# Matúš Bero
Matúš Bero (* 6. September 1995 in Ilava) ist ein slowakischer Fußballspieler. Er steht beim deutschen Zweitligisten VfL Bochum unter Vertrag und ist in der Saison 2025/26 dessen Mannschaftskapitän.

## Karriere

### Vereine
Bero begann mit dem Vereinsfußball in der Jugendabteilung von FK AS Trenčín. Zur Saison 2013/14 erhielt er bei diesem Klub einen Profivertrag und wurde auch am Training der Profis beteiligt. Im Ligaspiel vom 21. Juli 2013 gegen FC Spartak Trnava debütierte er schließlich im Profibereich und eroberte sich schnell einen Stammplatz.
In der Sommertransferperiode 2016 wurde er vom türkischen Erstligisten Trabzonspor verpflichtet. 2018 wechselte er in die niederländische Eredivisie zu Vitesse Arnheim. Mit der Mannschaft erreichte Bero in der Saison 2020/21 das Finale des KNVB-Pokals, in dem man Ajax Amsterdam mit 1:2 unterlag. 2022 wurde Bero Mannschaftskapitän bei Vitesse Arnheim.
Im Sommer 2023 wechselte er zum VfL Bochum und erhielt einen Vertrag bis 2026. Im Spiel gegen Borussia Mönchengladbach am 30. September 2023 zog sich Bero eine Knieverletzung zu und fiel mehrere Wochen aus. Beim 1:0-Heimsieg gegen den VfB Stuttgart am 20. Januar 2024 erzielte er sein erstes Bundesligator.

### Nationalmannschaft
Bero begann seine Länderspielkarriere im September 2015 mit einem Einsatz für die slowakische U-17-Nationalmannschaft und durchlief bis zur slowakische U-21-Nationalmannschaft nahezu alle Juniorennationalmannschaften seines Landes.
Im Mai 2016 gab er sein Debüt für die slowakische Nationalmannschaft. Acht Jahre später wurde er von Trainer Francesco Calzona für die Europameisterschaft 2024 in Deutschland nominiert.